# Ciorâca (okręg Aluta)
Ciorâca – wieś w Rumunii, w okręgu Aluta, w gminie Topana. W 2011 roku liczyła 111 mieszkańców. 